# Rochester Rhinos
Rochester Rhinos, dawniej Rochester Raging Rhinos – amerykański klub piłkarski z siedzibą w mieście Rochester, w stanie Nowy Jork. Obecnie gra w USSF D2 Pro League (II poziom rozgrywek). Tradycją kibiców zespołu jest wrzucanie na boisko zielono-żółtych serpentyn po golu strzelonym przez swój klub. Klub posiada też drużynę kobiecą, Rochester Ravens FC, występującą w W-League.

## Historia
Klub został założony w 1996 i grał w nieistniejącej już A-League. W swojej ponad dziesięcioletniej historii nigdy nie zawiódł w play-offach, zdobył 3 mistrzostwa ligi (1998, 2000, 2001) a także US Open Cup (1999). W 2006 Nosorożce przeniosły się na Marina Auto Stadium, zwany wtedy PAETEC Park. Pojawiły się wówczas sugestie, aby dołączyć zespół do rozgrywek najwyższej ligi, MLS. Dwa lata później Rochester Raging Rhinos ogłosili upadłość, jednak 20 marca 2008 biznesmen Rob Clark stworzył nowy zespół, znany pod nazwą Rochester Rhinos i trwający do dziś.

## Obecny skład
Stan na 1 lipca 2010.
| Nr | Poz. | Piłkarz            |
| -- | ---- | ------------------ |
| 1  | BR   | Neal Kitson        |
| 2  | OB   | Tyler Bellamy      |
| 3  | OB   | Adam West          |
| 4  | PO   | Aaron Pitchkolan   |
| 5  | PO   | Alfonso Motagalvan |
| 6  | OB   | Rich Costanzo      |
| 7  | NA   | Anthony Hamilton   |
| 8  | PO   | Jamie Franks       |
| 9  | PO   | Darren Spicer      |
| 10 | PO   | Carlos Aguilar     |
| 11 | PO   | Ryan Heins         |
| 12 | OB   | Troy Roberts       |
| 13 | PO   | Tyler Rosenlund    |

| Nr | Poz. | Piłkarz                    |
| -- | ---- | -------------------------- |
| 15 | OB   | Frank Sanfilippo (kapitan) |
| 16 | PO   | Kénold Versailles          |
| 17 | OB   | Nathaniel Short            |
| 18 | PO   | Isaac Kissi                |
| 20 | NA   | T. J. Gore                 |
| 21 | NA   | Max Ferdinand              |
| 23 | NA   | Andrew Hoxie               |
| 24 | BR   | Scott Vallow               |
| 25 | NA   | Tino Nuñez                 |
| 27 | PO   | Ian Bennett                |
| 28 | PO   | Jonathan Greenfield        |
| 29 | PO   | Roy Clark                  |
|    | PO   | Thierry Zahui              |

## Reprezentanci kraju grający w klubie
- Yari Allnutt
- Henry Gutierrez
- John Wolyniec
- Mauro Biello
- Carl Fletcher
- Charles Gbeke
- Gabriel Gervais
- Steve Kindel
- Hector Marinaro
- Martin Nash
- Pat Onstad
- Atiba Charles
- Craig Demmin
- Leslie Fitzpatrick
- Anthony Rougier
- Brent Sancho
- Carl Kareem Smith
- Errol McFarlane
- Mickey Trotman
- Rey Ángel Martínez
- Eduardo Sebrango
- Onandi Lowe
- Kalin Bankow
- Atanas Kirow
- Jamal Ballantyne
- Viktor Paco
- Noah Delgado
- Tenywa Bonseu
- Jonathan Bolaños
- Aaran Lines
- Johnny Menyongar
- Hamed Modibo Diallo
- Steve Guppy
- Chris Nurse
- Taiwo Atieno

## Trenerzy
- Pat Ercoli (1996-2003)
- Laurie Calloway (2004-2007)
- Darren Tilley (2008-2009)
- Bob Lilley (2010-)